# Claude Grange
Claude Grange fue un escultor francés. Miembro de la Academia francesa de Bellas Artes; nacido en 1883 y fallecido de 1971 .

## Datos biográficos
Es el autor de uno de los relieves exteriores de la fachada de la sala de espectáculos en el Palacio del Trocadero
Participó en el Salón de París de 1930.
En 1950 fue elegido miembro de la Academia francesa de Bellas Artes; en sustitución de Alexandre Descatoire.
El 31 de marzo de 1954, como miembro del Instituto, pronunció el elogio fúnebre del pintor Auguste Leroux que había fallecido el 26 de marzo.
Fallecido en 1971 , su escaño en la academia fue ocupado por Georges Hilbert.

## Obras
Entre las mejores y más conocidas obras de Claude Grange se incluyen las siguientes:
- Monumento conmemorativo de los Basques en Craonnelle , de 1928, clasificado como MH en 2003.
- Estatua de Hector Berlioz, erigida en la plaza Victor Hugo de Grenoble el 15 de agosto de 1903. Fue derribada y fundida durante la ocupación alemana en 1943. La estatua actual de la plaza es obra de Claude Grangé.

(pinchar sobre la imagen para agrandar) 
- estatua de Colomban, en la plaza Saint-Pierre
- Orestes dormido - Oreste endormi, 1912 bajorrelieve en el Museo de Vienne
- Es el autor del altorrelieve dedicado a las Fuerzas Aéreas de la Francia Libre,[3] uno de los 16 relieves conmemorativos del Memorial de la Francia combatiente en Mont-Valerien. 48°52′15.6″N 2°12′49.86″E / 48.871000, 2.2138500

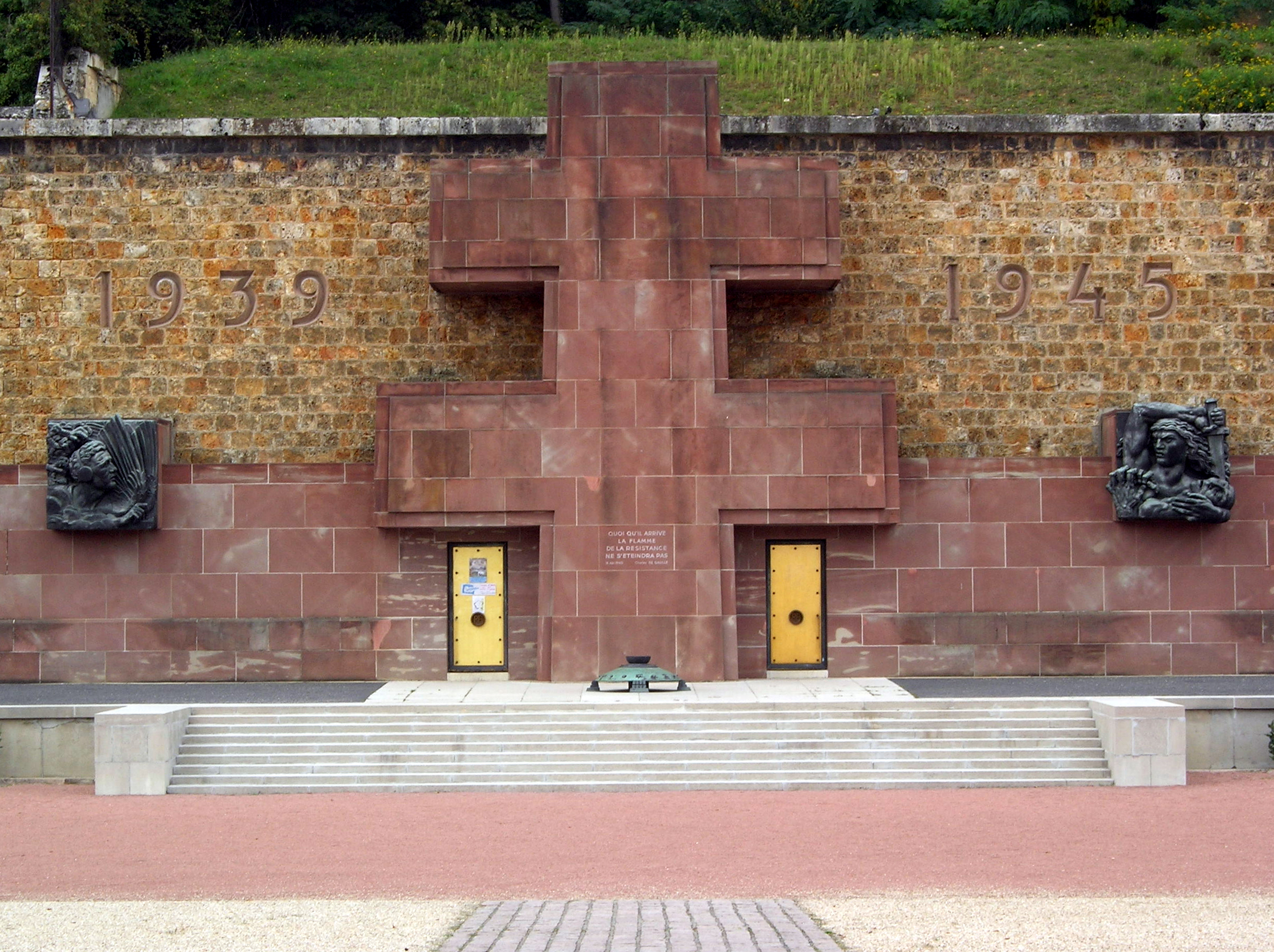
Relieve a la izquierda de la gran cruz. Obra de Claude Grange

(pinchar sobre la imagen para agrandar) 
- Estatua de San Gall, en la capilla de San Colomban del transepto sur de la iglesia abacial de los Santos Pierre y Paul[4] en Luxeuil

En el Museo de la Santa Cruz de Poitiers se conservan tres esculturas de Grange: 
- el busto de una joven (talla de piedra, 1924),[5]

- el busto de Suzanne Ursault (terracota , 1943),[6]
- el busto de Victor Charles Descoust (bronce, hacia 1922)[7]